# San Luis Ixcán
San Luis Ixcán är en ort i Guatemala.   Den ligger i departementet Departamento del Quiché, i den centrala delen av landet, 140 km norr om huvudstaden Guatemala City. San Luis Ixcán ligger 294 meter över havet och antalet invånare är 7 850.
Terrängen runt San Luis Ixcán är varierad. Runt San Luis Ixcán är det ganska tätbefolkat, med 86 invånare per kvadratkilometer. Det finns inga andra samhällen i närheten. I omgivningarna runt San Luis Ixcán växer i huvudsak städsegrön lövskog.